# Nordland I
Nordland I är det svenska black metal/viking metal-bandet Bathorys elfte album, utgivet 2002 genom Black Mark Production.
Bathory återgick på denna platta till sitt forna viking metal-sound.

## Låtlista
1. "Prelude" (instrumental) – 2:34
2. "Nordland" – 9:21
3. "Vinterblot" – 5:18
4. "Dragon's Breath" – 6:45
5. "Ring of Gold" – 5:35
6. "Foreverdark Woods" – 8:06
7. "Broken Sword" – 5:35
8. "Great Hall Awaits a Fallen Brother" – 8:17
9. "Mother Earth Father Thunder" – 5:38
10. "Heimfard" (instrumental) – 2:12

## Medverkande
Musiker (Bathory-medlemmar)
- Quorthon (Thomas Börje Forsberg) – alla instrument, sång, texter & musik

Produktion
- Quorthon – producent, omslagsdesign
- Boss (Stig Börje Forsberg) – producent
- Mimo (Mikael Moberg) – ljudtekniker
- Necrolord (Kristian Wåhlin) – omslagskonst